# 10 kilomètres d'Okpekpe
Les 10 kilomètres d'Okpekpe (en anglais : Okpekpe 10km Road Race) est une course à pied d'une distance de 10 kilomètres se déroulant tous les ans dans la ville d'Okpekpe (en), au Nigeria. L'épreuve fait partie en 2015 du circuit international des IAAF Road Race Label Events, dans la catégorie des « Labels de bronze ».

## Palmarès
| Année | Vainqueur hommes      | Temps       | Vainqueur femmes | Temps       |
| ----- | --------------------- | ----------- | ---------------- | ----------- |
| 2015  | Alex Oloitiptip Korio | 29 min 20 s | Angela Tanui     | 33 min 34 s |